# Auguste Dehaussy
Auguste Dehaussy, né le 17 mars 1792, et mort le 8 avril 1862, est un peintre français. Il a formé de jeunes artistes originaires de l'est du département de la Somme.

## Biographie
Auguste Dehaussy est le frère du peintre portraitiste Jules Dehaussy. Il poursuivit des études de médecine, et mena également une discrète carrière artistique.
À Péronne, il crée et anime une petite académie que fréquentent des jeunes gens attirés par la carrière artistique : Louis Debras, Jules Dufour, Hector Crinon, Charles-Henri Michel... Ce dernier fut le protégé d'Auguste Dehaussy qui lui légua à sa mort le tiers de son atelier.
La plupart de ses œuvres (dessins et tableaux) sont conservées au musée Alfred Danicourt de Péronne.

## Œuvres dans les collections publiques
- Péronne, musée Alfred Danicourt[3] :
  - Portrait de Charles-Henri Michel vers l'âge de 15 ans ;
  - Portrait de Charles-Henri Michel vers l'âge de 20 ans ;
  - Gladiateur Borghèse, 1808 ;
  - Portrait de Jules Dehaussy.